# 野狼大神
《野狼大神與七位夥伴》（日语：オオカミさん）系列，是電擊文庫刊行、沖田雅著、繪製插圖的輕小說，並改編成電視動畫。繁體中文版漫畫由台灣角川代理。

## 概要
本作是沖田雅創作的恋爱喜劇小說。作者在創作《學姐與我》（2005年12月發售）時就已經有了故事構思，但是因為某些原因導致從構思到實際出版共花了八個月。
作者在第一集的後記中把本系列稱為《第一次超級童話大戰》，世界各地的逗趣故事、童話如：『狼和七隻小山羊』、『小紅帽』、『獵人』、『浦島太郎』、『乙姬公主』、『被割掉舌頭的麻雀』、『白馬』、『螞蟻與蚱蜢』、『魔女』等，都在作者的偏見和興趣之下加工出場。
作品基本上按第三人稱的觀點進行，但故事中經常出現旁白干涉人物的情况。
雖然第1集的標題是《野狼大神與七位伙伴》，但是原本只是過場角色的乙姬到了第2集由於比作者預想的還容易發揮，就把她更改設定成故事的女配角。

## 故事簡介
就讀私立御伽學園高中一年級的大神涼子（通稱為『大神』）與赤井林檎（通稱為『小紅帽』）和其他御伽學園學生互助協會（通稱為『御伽銀行』）的伙伴们合作，今天也為了改造社會而持續戰鬥著。

## 登場人物

### 主要人物
大神涼子（聲優：伊藤靜）
本作的女主角。為御伽學園高中部一年F班學生，也是御伽學園學生互助協會（以下通稱為『御伽銀行』）的成員。原型角色是《小紅帽》當中的大野狼。有著連小孩都懼怕的凜凜然的眼睛和一笑就會顯露出犬齒。雖然經常以兇暴的男性口吻說話，但是其實內心是個普通的女孩子，喜歡讀少女小說並藏在塞了二層的書架裡頭，也非常喜歡小動物卻不想被人知道。對於被人說威風、帥氣、有男子氣概或是平胸的詞彙會非常氣憤。
制服除了裙子有深的裂縫和圍巾、皮帶以外，沒看到什麼其他大的改造。有在打拳擊（但是因為只有打沙袋的程度，所以不以職業拳擊為目標）。在對付不良少年時，拳頭的部分會戴以貓為形狀的指節銅套（名稱“貓貓指節”，製作人是魔女，其第二代被設置成內部可以發動跟電擊槍一樣的效果）。在轉進國中部以前，曾经被羊飼士狼強暴未遂而造成心靈的創傷，看到士狼時便會恐懼起來。
個性傲嬌，對亮士有好感，不承認喜歡亮士，但非常在意亮士，兩人之間的距離有在慢慢拉近。會為了掩飾害羞而對亮士拳打腳踢，看到他被人攻擊的時候會衝動起來。戰鬥的時候涼子負責前面的進攻，亮士則在後面攻擊兼具掩護，一同並肩作戰，可謂完美的組合。
森野亮士（聲優：入野自由）
本作的男主角。御伽學園高中部一年F班學生。原型角色是《小紅帽》當中的獵人。成績、體力都是全國高中男子的平均值，家裡養了兩隻從鄉下帶回來可愛且毛茸茸的秋田犬伊丽莎白还有芙兰索瓦。非常喜歡不斷努力的涼子，曾經讓自己像跟蹤狂一樣跟蹤涼子一個星期，找到機會以後雖然告白，卻被當場拒絕。總是突然對涼子告白，並公開宣稱跟世界上任何女性比起來更喜歡涼子，也經常毫不掩飾的稱讚涼子。不在乎涼子以前的過去，只知道絕不會輕易放過羊飼。
雖然被林檎勸誘加入御伽銀行，但因為可以跟涼子見面所以答應入社。雖然是男主角，但因為是從沒什麼人的鄉下來的，所以非常不習慣別人的眼光。當一直被注視時，會陷入社交恐懼症的症狀；因此消除氣息就是他拿手的，也導致同班同學都忘記或是無法發現他的存在。在雪女這位姑媽的底下，與其他學生一起租房間住。
決心要跟盾牌一樣守護涼子，強大到可以包容一切的男人，身體意外的強硬。在涼子遇上危險時，或是在關鍵時刻，很快就變成男人模式且充滿男子氣概，不過變回廢柴模式也很快速。天生動態視力良好加上擅長射擊，能用特製的彈弓準確擊中目標物，肉搏戰也可以找到敵人的破綻反擊回去，是一個非常敏銳的人。
赤井林檎（聲優：伊藤加奈惠）
御伽學園高中部一年F班學生。原型角色是《小紅帽》裡的小红帽和《白雪公主》裡的「毒蘋果」。從高中一年級時就跟涼子住在學校宿舍當室友，很為涼子著想。有著和高中生不符的矮個子和紅色的頭髮，穿著褶邊裙，帶著和身體不相襯的籃子，被一部分的學生稱作「小紅帽」。制服是通紅的Lolita Fashion風，是位腐女。從幼兒時期被母親教導「無論在任何人面前都要表現成乖孩子，這樣大家都會非常疼愛妳」，因此造成可愛的外表之下、內裡是腹黑的性格。只要抓到別人的弱點，就會露出邪惡的笑臉威脅別人（就算是對涼子也一樣），在選美比賽中被稱為「小紅帽的外表，內心卻是毒蘋果的人」。
用個人電腦能出現定期檢查和體力試驗的結果等個人隱私。自己沒有戰鬥能力，所以一直帶著電擊槍。對於涼子跟亮士之間的關係非常感興趣，認為亮士是唯一可以讓涼子依賴的人，就算是藉著工作的名義也要讓她們有進展。

### 其他御伽銀行的伙伴們
桐木李斯特（聲優：野島裕史（平時）/佐藤聰美（女装時））
御伽學園高中部三年級生。原型角色是伊索寓言中的《螞蟻與蟋蟀》的蟋蟀。穿著燕尾服，有著適合所謂的「豆芽人」這個名詞的體格。御伽银行的老大兼中间管理人的行长(此外認識他的人也是這樣稱呼)，平時就像是極端地不做工作、無勞動熱情的男性。儘管如此還是能夠當上行長，是因為他能夠模仿完全像是金光黨詐欺似的─用聲帶拷貝，發出學園裡男女學生的聲音。能使用手機得到想知道的情報。其興趣是变装，因为变装成别人的话无论做什么，自己都不用承担责任。如果穿著女裝改變聲音，誰都不曉得他是男的，並能在美少女選美中獲得排行榜第一名。
桐木愛麗絲（聲優：堀江由衣）
御伽學園高中部三年級生，御伽銀行的副行長。原型角色是《螞蟻與蟋蟀》裡的螞蟻。與李斯特的關係是表堂兄妹。她一直是秘書的打扮，擁有絕對零度的精幹眼睛，是冷淡又美麗的女性。平時代替沒做工作的李斯特結清御伽銀行帳目。扮女裝的李斯特於美少女選美中取得第一名的事，傷害到了她身為女人的自尊心。私下稱李斯特為「李」。
鶴谷乙卯（聲優：川澄綾子）
御伽學園高中部二年級生。原型角色是《白鶴報恩》裡的鹤。穿著是用單邊扣襯衫改造而成的女僕裝，是位會對報恩感受到無比幸福喜悅的女性。從前被李斯特他們救助過，為了報答那份恩情而成為御伽銀行的一份子。無法准許自己穿女僕裝以外的服裝。小時候曾經差點發生車禍，被鄰居的哥哥給保護才倖免於難，但是對方卻重傷不治，造成心理的陰影，才會有現在的過度報恩傾向；但因為這種症狀導致自己為了報恩而過度疲勞倒下，之後在御伽銀行的伙伴們的幫助下理解到，彼此間同伴關係不需要任何理由、更不必靠報恩即可緊繫在一起，之後走出陰霾。不過報恩變成感激之情後卻還是一樣的形式。
瑪瓊麗卡·璐·菲（聲優：古山貴實子）
御伽學園高中二年級生，穿著所謂黑衣單邊扣襯衫（因為長度太長，反而變成女袍）、尖頂帽子、牛奶瓶底型眼鏡等服飾的正統派魔女服的女性；頭髮是金色的直髮，通稱為魔女。名字是由亞瑟王傳說中的魔女Morgan le Fay而來。在御伽學園地下總店裡做著令人可疑的實驗，在某種意義上來說，是個瘋狂科學家。詞尾是「…呦~」。
浦島太郎（聲優：浅沼晉太郎）
在第一卷的第八段登場。在段落最後轉入御伽学園高中部1年F班。原型角色来自《浦島太郎》的男主角浦島太郎。對男人毫無興趣、看都不看，嚴重的喜歡女人；只要對方是女性，態度就會產生巨變。曾經花一年的時間在外面旅行泡妞，所以年齡比大家都大上一歲。當邪惡的部分被龍宮乙姬吸收之後灌輸精氣，就會變成紳士模式。
和乙姬是父母親公認的關係。由於有非常多的頭疼煩惱，所以患有腎虛。男性的朋友比較多，亮士也是其中一人。從第二卷開始成為御伽銀行的一份子。
看女孩子的眼光非常高，從小學開始就可以記住所有認識女性的名字，男生的名字則忘得一乾二淨。能夠從衣服上1公分的誤差看出女性的三圍。雖然乙姬的性格讓他很頭疼，不過還是十分喜歡她。
龍宮乙姬（聲優：豐崎愛生）
御伽學園高中部1年級的學生（在段落的最後和學園長談判，和太郎同班）。原型角色来自《浦島太郎》的女主角乙姬公主（烏龜的印象則是由御伽草子版的《浦島太郎》而來，當中乙姬是烏龜的化身）。小學時期身材肥胖，運動細胞差且經常受人欺負，因此被人戲稱「烏龜子」，太郎卻對她非常溫柔且稱讚她，從此愛上太郎並努力減肥讓自己變成苗條少女可以配得上他，看著太郎就會入迷到神魂顛倒。因為減肥經驗豐富，足以當講師來教導別人減肥。看到太郎跟其他女性親密接觸的時候，會突然跑出來把他拉到別的地方去；至於在對他做什麼，只能由觀看的人自行想像。曾經說：「女人的忌妒可是比海還要深的，妳們做好覺悟了沒？」可見在美麗的外表下也是一個不好惹的人。

### 御伽銀行以外的御伽學園學生、職員
白馬王子
小說第一卷登場。御伽學園學生，拳擊社社長，全國業餘拳擊大賽高中組冠軍。原型角色是白馬王子。動畫中未登場。
灰原系（聲優：早見沙織）
小說第一卷登場。御伽學園一年級生，網球部所屬（由於家境貧窮的關係故未成為正式部員）喜歡大路學長，原型角色是《灰姑娘》裡的灰姑娘。
運動神經超群，既使是從南瓜馬車上摔飛出去也能穩定著陸，然後意外飛踢了大路學長。
大路明弘（聲優：赤羽根健治）
御伽學園二年R班，網球部王牌代表。原型角色是《灰姑娘》裡的王子。通稱「網球王子」。
於左腳受傷後想要退出社團，在前往學生會議提交申請書的途中被灰原系的飛踢擊中後呈現出被虐屬性，然後以現場留下的鞋子來尋人，因而確認了當時飛踢的女學生是灰原，之後兩人結為男女朋友。
宇佐見美美（聲優：釘宮理惠）
御伽學園二年級生。原型角色是《龜兔賽跑》裡的兔子。外表與林檎是相同的蘿莉屬性。由於小學時期跟乙姬同班的緣故，只要與乙姬見面就會開始一場烏龜與兔子的戰鬥，有著與外貌不相襯的邪惡性格，此外還有專屬的粉絲俱樂部。在選美比賽中，被主持人稱為外表擁有雪白兔子外貌、內心卻是黑兔子的人。不過也有率直的一面，之後因為某些機緣與乙姬和解於好。
吉備津桃子（聲優：甲斐田裕子）
御伽學園三年級生。原型角色是《桃太郎》裡的桃太郎。男女通吃，極度享樂主義者：不論男女，只要被她看上，都會被她推倒。從中學開始看上了涼子。擁有對高中生來說大到不合理的胸部，經常有許多男性被她的大胸部給迷惑住。平時的打扮非常暴露，卻擔任風紀委員長，但最擾亂風紀的也是她。戰鬥的武器是鞭子。對於鬼島高校的作為看不順眼，所以決定跟涼子等人去鬼島高校學生會投訴。之後也經常因為還人情給御伽銀行，所以經常幫助涼子與亮士等人。
犬塚（聲優：松岡禎丞）
桃子學姊的部下之一。原型角色是《桃太郎》裡的狗。喜歡胸部，一脸孱弱的美少年，為棒球部捕手，表面上说是想要感受接球时的疼痛所以出任捕手，但本性是个M。
猿渡（聲優：金光宣明）
桃子學姊的部下之一。原型角色是《桃太郎》裡的猴子。喜歡胸部，身材相當粗壯的硬漢。
雉野（聲優：青木強）
桃子學姊的部下之一。原型角色是《桃太郎》裡的雉雞，喜歡胸部。
白雪姬乃（聲優：福井裕佳梨）
御伽學園三年級生，林檎同父異母的姊姊。原型角色是《白雪公主》裡的白雪公主。
學園人氣最高的偶像，在三年級上下學期都拔得選美比賽的頭籌。除此以外，性格良好，成績也是一等一的完美女性。不管穿什麼衣服都非常好看(工作服等)。由於家裡的經濟負擔還有弟妹要照顧，即使能考上好的大學，也選擇畢業以後就出去就業。由於林檎認為姬乃是因為自己才會變得生活如此辛苦因此沒有勇氣面對她，直到最後兩人相見才讓林檎知道姬乃並不因此埋怨她，反而很高興的說「因為有妳在，我才能跟這些孩子們生活在一起」；林檎才放下心中沉重的負擔，與姬乃重歸於好。之後在林檎的努力下，姬乃獲得可以上大學的特別獎學金，得以上大學唸書。
家有七個弟妹，都非常聽姬乃的話，也會幫忙整理家務。在姬乃遇上危險的時候，他們會出面相救。姬乃出門打工的時候，由涼子跟亮士照顧他們，涼子把他們當成手下，至於亮士則是完全被小看了。
地藏亞美（聲優：高橋美佳子）
御伽學園二年級生。原型角色是《笠地藏》。與美美同班。
有著烏黑發亮的短髮、白皮膚，有著比亮士還厲害的觀察能力，是個很漂亮的美少女。
不管家事還是學業，幾乎都是屬於一流的。
由於家族的影響，對年輕男性有著喜歡卻很害怕的感覺。貞操觀念強烈，在夏季依然穿著冬季制服。
在小說第三卷，她在下雨天苦惱沒帶傘時，剛好路過的花咲仁借傘給她，從此愛上仁。並且在後來每天仁不在時，偷偷溜進他家，幫忙煮飯、整理家裡等等。唯一特別的地方是當拿起棉被來聞的時候會發出「嗚啾」的聲音。
在動畫第8話，被哈梅爾說「假如她嫁給我們家的少爺，將來會是個在後面偷偷跟蹤然後送上花的人」，還因此被哈梅爾說是「地雷女」。被熊田喻為極端的偏執狂。
花咲仁（聲優：山口太郎）
小說第三卷、第九卷登場。御伽學園二年級生。在作品中是「開花爺爺」。
棒球部的王牌球員，有著甲子園投手的實力。外表和舉止給人的感覺都很穩重。
後因在某天開始起，家裡無緣無故被人入侵，整理的乾淨並且煮好了飯菜，讓他感到很疑惑、困擾。並請御伽銀行的職員調查這件事情。這件事情通稱「花咲さん家のブラウニー事」。
貓宮三郎（聲優：梶裕貴）
御伽學園三年生，通稱「貓先生」。原型角色是《長靴貓》裡的長靴貓。特徵是帶著一頂羽毛帽，跟貓一樣的髮型。身手敏捷，跟貓一樣的輕盈，動作很快速，擅長用長靴裡的鐵塊踢擊，所以在格鬥方面不輸給涼子。情報收集的方面能力不錯。有著童顏的外貌，講話卻是大哥語氣。自稱自己的興趣是助人，雖然非常的可疑，卻還是硬拉亮士去修行。雖然臉蛋可愛，格鬥技的修行卻是斯巴達教育，同時努力幫亮士克服視線恐懼症。
三年前的他是一個懦弱的小鬼，被不良少年欺負的時候，涼子出面救他，他卻害怕的逃掉了。對於這件事情一直耿耿於懷，因此不斷的磨練自己，讓自己可以有不輸給別人的能力，找到機會報答她的救命之恩。幫助亮士的目的是因為：尊敬亮士就算被流氓包圍也不會逃跑，還跟涼子一同作戰，跟過去的自己不一樣，非常有潛力；所以要讓他變強、能夠代替他保護涼子。
下桐雀（聲優：矢作紗友里）
小說第一卷、第八卷初登場的人物。原型角色是《剪舌麻雀》裡的麻雀。御伽學園廣播部的人員。
自稱有「天籟之音」。
實際上卻是非常腹黑、發言很毒舌的女生。曾經在廣播部發言過於偏激，導致中途被切斷廣播。
曾被行長用绳子捆得严严实实的而說「差点就觉醒新的领域了呢★★★」。
田貫真
御伽學園二年生，從頭到腳都是究極美人、但是生理性別為男性的可憐男孩。原型角色是《分福茶釜》和《滴嗒滴嗒山》裡的狸貓。
美美的好朋友，下學期選美比賽的第二名。
寺本和尚
御伽學園二年生。，原型角色是《分福茶釜》裡的和尚。
漢賽爾、葛麗特（聲優：岡本信彦（漢賽爾）/井口裕香（葛麗特））
漢賽爾為御伽學園學生會會長，葛麗特為御伽學園學生會書記。原型角色是《糖果屋》裡的兄妹。
兩人為雙胞胎兄妹，但是兩人的關係已經明顯超越一般的兄妹關係了。目前兩人居住於宿舍「糖果莊」，同時也是亮士的住所。
荒神洋灯（聲優：斧篤）
御伽學園的創辦人兼理事長，同時也是「荒神集團」的代表人物，是個非常好色的老頭。原型角色是《阿拉丁》裡的神燈精靈。
木崎
被父母冷落而成為暴露狂的少女，被乙姬調教後而改頭換面。
豚田三兄弟（聲優：丹澤晃之（（長男・高）たかし）/最上嗣生（（次男・廣）ひろし）/乃村健次（三男・太（ふとし））
御伽學園美食俱樂部常任會員，其病態肥胖體型的特徵被號稱是「最臭恐怖份子」。原型為伊索寓言裡的《三隻小豬》的小豬三兄弟，僅只有於赤井林檎製作的短篇電影中登場。
区别他们的方法是发型與句尾的語助詞。右偏分的是老大；句尾的語助詞為「噗~」，中分的是老二；句尾的助詞語為「噗嘻~」，左偏分的是老三；句尾的語助詞與一般人差不多。

### 鬼之島高校
羊飼士狼（聲優：諏訪部順一）
小說第二卷最後登場。原型角色是伊索寓言裡的《狼來了》裡的牧童。鬼之島高校的學生會長。生性狡詐內心醜惡，打架方面也是一流，做事手段卑鄙不僅襲擊綁架涼子，甚至叫流氓威脅其他學生。過去與涼子是男女朋友，不過曾經強暴她未遂以後就分手了，卻因為想再玩弄她所以追來這座城市。似乎是個S。
九尾麗狐（聲優：中原麻衣）
小說第二卷最後登場。士狼的女人。經常聽命於其他流氓的命令去做非法手段的事。

### 其他登場人物
火村真知子（聲優：佐藤聰美）
過去曾和亮士同班。原型角色是《賣火柴的小女孩》裡的小女孩。背負著巨額欠債的熱血工作狂，性格明亮到令人無法直視。因為父親丟下巨額貸款而逃逸，而被迫一個人還債務。看上亮士，認為他是富家少爺，而積極的與他增加關係，還簡單明瞭的直接對亮士說「以結婚為前提交往吧」；之後看到為了她奮不顧身作戰的亮士，則深深愛上了他。
根角忠太郎（聲優：壽美菜子）
根角家的少爺，初華的青梅竹馬。角色原型來自於中國民間故事《老鼠娶親》的老鼠新郎。誤信初華愛上別的男孩子，所以拜訪御伽銀行，請御伽銀行幫他尋找未婚妻；最後因初華向他告白而作罷。
初華（聲優：金元壽子）
忠太郎的青梅竹馬，愛慕忠太郎。在忠太郎拜訪御伽銀行時跟蹤他，最後向他告白。跟蹤忠太郎時，被眾人發現以前，被涼子稱為「座敷童子」。
中田一郎（聲優：宮坂俊藏）
熊田（聲優：高岡瓶瓶）
大神常去的拳擊館指導師傅兼負責人。性格豪爽，左眼配戴著眼罩。
よひょう
金太郎
熊田的外甥。
村野雪女（聲優：生天目仁美）
亮士的姑媽，個性豪邁，身材很好，觀察力很敏銳，是個很知名的戀愛小說家，筆名為「雪」。
村野若人
雪女的丈夫，是個普通人。廚藝不錯。
哈梅爾（聲優：青山穰）
根角家的管家，出場時感覺很端莊，時常拿著一本小冊子記錄重要事項。
因根角家規定少爺在12歲就需要論及婚約，所以帶著忠太郎拜訪御伽銀行。
在御伽學園尋找忠太郎未婚妻的過程中，雖然都有找到未婚妻候選人，但以毒舌發言把她們批評得一無是處。
逢坂大河
《龍與虎》角色。於動畫第8話客串，無台詞。
櫛枝實乃梨
《龍與虎》角色。於動畫第8話客串，無台詞。
川嶋亞美
《龍與虎》角色。於動畫第8話客串，無台詞。
御坂美琴
《魔法禁書目錄》和《科學超電磁砲》角色。於動畫第8話客串，無台詞。
白井黑子
《魔法禁書目錄》和《科學超電磁砲》角色。於動畫第8話客串，無台詞。
初春飾利
《魔法禁書目錄》和《科學超電磁砲》角色。於動畫第8話客串，無台詞。
佐天淚子
《科學超電磁砲》角色。於動畫第8話客串，無台詞。

### 只在動畫登場
旁白（聲優：新井里美）
動畫版的旁白，會對各登場人物吐槽。

## 用語
御伽學園學生互助協會
通稱「御伽銀行」。
龍宮流房術
龍宮家代代相傳的武術。

## 輕小說
| 日文標題 | 中文翻譯                                   | ISBN                   | 發售日期       |
| -------- | ------------------------------------------ | ---------------------- | -------------- |
|          | 大神與七位伙伴                             | ISBN 978-4-8402-3524-4 | 2006年8月25日  |
|          | 大神與乙卯學姐的報恩                       | ISBN 978-4-8402-3643-7 | 2006年12月10日 |
|          | 大神與「傘」地藏的戀情                     | ISBN 978-4-8402-3806-5 | 2007年4月10日  |
|          | 大神與雖然不是賣火柴，但還是很不幸的少女   | ISBN 978-4-8402-4024-6 | 2007年10月10日 |
|          | 大神與連毒蘋果都沒有效的白雪公主           | ISBN 978-4-8402-4160-1 | 2008年2月10日  |
|          | 大神与穿长靴的猫大哥                       | ISBN 978-4-04-867134-7 | 2008年7月10日  |
|          | 大神与洗涤中仙女的羽衣                     | ISBN 978-4-04-867464-5 | 2009年1月7日   |
|          | 大神与非常可爱的分福茶釜                   | ISBN 978-4-04-867822-3 | 2009年5月10日  |
|          | 大神与番外地藏和稍微有点奇怪的日本恋爱故事 | ISBN 978-4-04-868015-8 | 2009年9月10日  |
|          | 大神与糖果屋的住户们                       | ISBN 978-4-04-868279-4 | 2010年1月10日  |
|          | 大神与想成为○人的匹诺曹                    | ISBN 978-4-04-868645-7 | 2010年7月10日  |
|          | 大神與亮士和许许多多的伙伴们               | ISBN 978-4-04-870130-3 | 2011年1月10日  |

## 漫畫
《野狼大神與七位夥伴》（オオカミさんと七人の仲間たち）在《月刊Comic電擊大王》於2010年4月號開始連載，插畫是。
四本日版單行本於2010年9月27日至2012年11月27日發售，台版則於2011年3月29日至2013年11月14日發售。

## 電視動畫
『野狼大神與七位夥伴』於2010年7月1日起依序在AT-X和千葉電視台（獨立UHF局）等電視台播放。

### 制作人员
- 原作 - 沖田雅（『野狼大神』系列 電擊文庫/ASCII MEDIA WORKS刊載）
- 人物原案 -
- 監督 - 岩崎良明
- 系列構成 - 伊藤美智子
- 人物設定 - 飯塚晴子
- 動畫制作 - J.C.STAFF
- 企劃製作 - GENCO
- 製作 - 野狼大神與製作委員会（Media Factory、ASCII Media Works、Marvelous Entertainment、AT-X、flying DOG、GENCO）

### 主題曲
片頭曲《Ready Go!》
作詞：，作曲、編曲：本間昭光，歌：May'n
片尾曲《小紅帽請小心》（赤頭巾ちゃん御用心）
作詞：杉山政美，作曲：都倉俊一，編曲：深澤秀行，歌：OToGi8

### 各話標題
| 話数   | 日文标题 | 中文标题                                     | 劇本       | 分镜     | 演出     | 作画監督                                              |
| ------ | -------- | -------------------------------------------- | ---------- | -------- | -------- | ----------------------------------------------------- |
| 第1話  |          | 野狼大神与御伽银行的伙伴们                   | 伊藤美智子 | 岩崎良明 | 岩崎良明 | 飯塚晴子                                              |
| 第2話  |          | 說謊的野狼大神與亮士                         | 伊藤美智子 | 鈴木洋平 | 鈴木洋平 | 富岡寬                                                |
| 第3話  |          | 野狼大神被捲入了龜兔之間醜陋的爭鬥之中       | 伊藤美智子 | 田中宏紀 | 秋田谷典昭 | 田中宏紀                                              |
| 第4話  |          | 野狼大神與乙卯前輩的報恩                     | 白根秀樹   | 二瓶勇一 | 河村智之 | 藤井昌宏                                              |
| 第5話  |          | 野狼大神和桃子学姐去除鬼                     | 伊藤美智子 | 須間雅人 | 松澤建一 | 谷口繁則 小林繪實子                                   |
| 第6話  |          | 野狼大神與小紅帽、附帶亮士                   | 伊藤美智子 | 鈴木洋平 | 平田豐   | 堤谷典子 遠藤大輔                                     |
| 第7話  |          | 野狼大神、地藏的雙重約會                     | 伊藤美智子 | 長井龍雪 | 鈴木洋平 | 植田和幸 小淵陽介                                     |
| 第8話  |          | 野狼大神和老鼠討老婆 豬果然要遭這種待遇      | 白根秀樹   | 二瓶勇一 | 河村智之 | 藤井昌宏 森前和也                                     |
| 第9話  |          | 野狼大神与毒苹果无效的白雪公主               | 伊藤美智子 | 青井小夜 | 青井小夜 | 青井小夜 齋藤敦史 新垣一成                            |
| 第10話 |          | 野狼大神和御伽銀行的很長一天                 | 伊藤美智子 | 大上相馬 | 松澤建一 | 谷口繁則 小林繪實子                                   |
| 第11話 |          | 野狼大神與披著羊皮的狼                       | 伊藤美智子 | 鈴木洋平 | 鈴木洋平 | 堤谷典子 富永詠二 富岡寬 伊藤香織                     |
| 第12話 |          | 野狼大神與雖然不是賣火柴，但還是很不幸的少女 | 伊藤美智子 | 二瓶勇一 | 岩崎良明 | 小淵陽介 青井小夜 清水祐實 新垣一成 齋藤敦史 齋藤美香 |

### 播放電視台
| 播放地區 | 播放電視台     | 播放日期               | 播放時間（UTC+9）                   | 所屬電視網 |
| -------- | -------------- | ---------------------- | ----------------------------------- | ---------- |
| 日本全國 | AT-X           | 2010年7月1日 - 9月16日 | 星期四 9時00分 - 9時30分 （有重播） | CS放送     |
| 千葉縣   | 千葉電視台     | 2010年7月4日 - 9月19日 | 星期日 24時30分 - 25時00分          | 独立UHF局  |
| 神奈川縣 | 神奈川電視台   | 2010年7月4日 - 9月19日 | 星期日 25時30分 - 26時00分          | 独立UHF局  |
| 埼玉縣   | 埼玉電視台     | 2010年7月5日 - 9月20日 | 星期一 25時00分 - 25時30分          | 独立UHF局  |
| 東京都   | 東京都會電視台 | 2010年7月6日 - 9月21日 | 星期二 25時30分 - 26時00分          | 独立UHF局  |
| 愛知縣   | 愛知電視台     | 2010年7月6日 - 9月21日 | 星期二 25時58分 - 26時28分          | 東京電視網 |
| 兵庫縣   | SUN電視台      | 2010年7月7日 - 9月22日 | 星期三 26時10分 - 26時40分          | 独立UHF局  |

## 外部連結
- 動畫官方网站 （页面存档备份，存于）（日語）
- アスキー・メディアワークス メディアミックス情報 （页面存档备份，存于）（日語）
- 電撃文庫&電撃文庫MAGAZINE メディアミックス情報（日語）